# Вессель, Эди
Эди Вессель (настоящее имя — Эдоарда Весселовски (итал. Edoarda Vesselovsky); 23 октября 1940, Триест) — итальянская актриса.

## Биография
Родилась в 1940 году в Триесте. В молодости работала моделью в местных бутиках. Затем она получила роль хористки в ревю Ванды Осирис, где её заметил режиссёр Марио Маттоли и пригласил в её дебютный фильм 1959 года «Guardatele ma non toccatele» («Смотри, но не трогай»). В течение четырёх она снялась в большом количеством фильмов, но в 1963 году объявила о завершении актёрской карьеры. Её последней заметной работой стала роль в фильме Федерико Феллини «8½».

## Личная жизнь
С 1965 года состояла в отношениях с бизнесменом Камилло Крочани, за которого вышла замуж в 1970 году. После его смерти в 1980 году повторно вышла замуж за графа Пьерлуиджи Виталини.
В первом браке у неё родилась дочь Камилла Крочани (р. 1971), которая стала женой Карло Бурбон-Сицилийского, одного из претендентов на главенство в Королевском доме обеих Сицилий.

## Фильмография
- 1959 — Смотри, но не трогай — Мэгги
- 1959 — Il raccomandato di ferro
- 1959 — Типы с пляжа — Люси
- 1960 — Un dollaro di fifa
- 1960 — Смех Джойи — девушка
- 1961 — Багдадский вор — Кадиджа
- 1961 — Меч завоевателя — Матильда
- 1961 — Троянская война — Хелен
- 1962 — Психозиссимо — Аннализа Мичелотти
- 1962 — Семь морей до Кале — Арабелла Дюкло
- 1963 — 8½ — манекен
- 1963 — Rocambole — Клео Сантелли (певица)